# Армування
Армува́ння — зміцнення виробів або конструкцій елементами (арматурою) з міцнішого матеріалу, що працює головним чином на розтяг, наприклад армування листового скла (металевою сіткою), виробів із пластмас, гіпсу тощо.
Найбільше значення в техніці має армування бетону сталевою арматурою для виготовлення залізобетону, рідше можливе армування бетонів склоарматурою. Для армування залізобетонних конструкцій застосовуються зварені арматурні сітки та каркаси заводського виготовлення. Армування попередньо напружених залізобетонних конструкцій провадиться різними методами; розрізняють
- безперервне армування натягнутим високоміцним дротом,
- армування на стенді натягом дротяних струн,
- армування стрижневою арматурою з натягом її на форми,
- метод наступного натягу арматури в готовій конструкції,
- електротермічний метод натягу та ін.